# الساندرو کاناتارو
الساندرو کاناتارو (انگلیسی: Alessandro Cannataro؛ زادهٔ ۲۰ آوریل ۱۹۹۵) بازیکن فوتبال است.